# 552 v. Chr.
Portal Geschichte | Portal Biografien | Aktuelle Ereignisse | Jahreskalender | Tagesartikel

◄ |
7. Jahrhundert v. Chr. |
6. Jahrhundert v. Chr. |
5. Jahrhundert v. Chr. |
►

◄ | 570er v. Chr. | 560er v. Chr. | 550er v. Chr. | 540er v. Chr. |
530er v. Chr. |
►

◄◄ | ◄ | 555 v. Chr. | 554 v. Chr. | 553 v. Chr. | 552 v. Chr. |
551 v. Chr. |
550 v. Chr. |
549 v. Chr. |
► |
►►

## Ereignisse
- In seinem dritten Regierungsjahr (553 bis 552 v. Chr.) lässt der babylonische König Nabonid den Schaltmonat Addaru II ausrufen, der am 20. März[1] (Frühlingsanfang: 21. März[1]) begann.
- Im babylonischen Kalender fällt das babylonische Neujahr des 1. Nisannu auf den 19.–20. April[1]; der Vollmond im Nisannu auf den 3.–4. Mai[1] und der 1. Tašritu auf den 13.–14. Oktober[1].[2]